# 神羅万象チョコ 第一章
神羅万象チョコ 第一章（しんらばんしょうチョコ だいいっしょう）はバンダイ発売のおまけ付き駄菓子・ウェハースチョコレート。神羅万象チョコシリーズの最初の章である。

## 解説
2005年3月14日に第1弾が全30種でバンダイより発売。7月18日に第2弾全30種、10月17日に第3弾全30種、2006年1月16日には第一章の完結編である第4弾全30種が発売された。また、2006年3月6日に「神羅万象スナック」の名称で第1弾の復刻版が発売された。発売元は東ハトで、ウェハースではなく「キャラメルコーン」に酷似したスナック菓子である。この復刻版のカードは区別のために裏側の右下に「復刻版」と書かれている。
前述の通りストーリー展開は第4弾で一応の決着を見たが、ここまでを第一章としてその結末から1000年後の時代が舞台の第二章の第1弾が2006年4月17日に発売された。

## 世界観
4つの部族領と中央王国が存在する世界が舞台。聖龍族・獣牙族・飛天族・鎧羅族の四部族が世界を分割統治し、それぞれ対立したり同盟したりして世界の覇権を狙っている。
- 中央王国＝国交の役目を果たす神羅万象の世界の中心に位置する人工大陸。古き神々の時代より伝えられ皇帝の居住区でもある。
- 異世界（魔界）＝部族領と中央王国とは別次元に位置する世界。邪悪な魔道師によって作られた空間の歪で、中央王国内部と繋がっている。

## 登場キャラクター

### 聖龍族
大きいほど強い魔力を持つ角と、長く尖った耳を持ち（エルフ耳）、魔力に優れている部族。角の形と本数には個人差がある。
比較的真面目で、正義感が強い。占いや魔術が栄え、自然が多く妖精と共存し、公家社会を形成する神秘的な和風文化の世界。部族のモチーフは青龍。ストーリー序盤では、互いに魔力を持つ飛天族と同盟を結ぶことで膨大な魔力が生まれ、獣牙族と対立する。その後休戦し、打倒マステリオンのために協力体制を取る。
聖龍王サイガ（せいりゅうおうサイガ）
第1弾NO.001ホログラムカード
第2弾NO.029ホログラムカード
第3弾NO.057ホログラムカード
POWER/10→11→12
必殺技/七天伐刀（しちてんばっとう）・我龍天聖（がりゅうてんせい）・電光刹華（でんこうせっか）
ライバル/獣牙王エドガー・竜王ファフニール・魔王マステリオン
聖龍族の王。伝説の剣「七支刀」を持つ魔法剣士。神羅万象チョコ第一章における主人公。サイガは第1弾から第4弾にかけて4つ・SPで2つ、計6つの種類がある。
エラーカード蒼龍王サイガが存在する。
光龍王サイガ（こうりゅうおうサイガ）
第1弾SPホログラムカード・レアカード
第4弾NO.085ホログラムカード
POWER/12→15
必殺技/双龍伐刀剣（そうりゅうばっとうけん）・央覇封神（おうはふうじん）
ライバル/皇帝・魔王マステリオン
光龍の力に完全に目覚めた聖龍王サイガ。黄金の鎧を纏っている。
SPの方は第1弾におけるレアカード。
光龍帝サイガ（こうりゅうていサイガ）
第4弾EP
必殺技/封印魔破（ふういんまは）
中央王国とそれを囲む東西南北4つの地域からなる「神羅連和国」の新皇帝として、前皇帝黄龍帝フガクの遺志を継ぐサイガが即位した。

桃華仙ミヤビ（とうかせんミヤビ）
第1弾NO.002シルバーカード
第3弾NO.058シルバーカード
POWER/9→10
必殺技/百花繚乱（ひゃっかりょうらん）・軌至界生（きしかいせい）
ライバル/鎧羅王ポラリス
パートナー/ソルディアーク
サイガの幼馴染で、カードを使って精霊やモンスターを召喚する。武器は弓である「木霊の弓」を愛用している。当初はあまり強い精霊を召喚できなかったが、成長するこ  とによって（短時間ではあるが）強力な召喚獣も呼べるようになったが、未熟。最近著しく実力をつけてきているテッシンにライバル心を燃やしているらしい。
大司祭ミコ婆の孫娘でもある。
破岩拳テッシン（はがんけんテッシン）
第1弾NO.003
POWER/8
必殺技/破岩一衝（はがんいっしょう）
ライバル/獣将オルティガ
鉄心道場の師範代。柔術の腕はサイガに次ぎ、その拳は岩をも砕く。
砕鋼拳テッシン（さいこうけんテッシン）
第4弾NO.087シルバーカード
POWER/9
必殺技/鉄心砕鋼（てっしんさいこう）
ライバル/百獣将オルティガ
道場に伝わる「登龍極意書（とうりゅうごくいしょ）」を極め、師範となった。以前、修行のため「聖龍木」によじのぼってミコ婆に怒られたらしい。

大魔導ライセン（だいまどうライセン）
第2弾NO.030シルバーカード
POWER/12
必殺技/天涯地核（てんがいちかく）
ライバル/魔将軍ベリアール
聖龍族の筆頭将軍。「大魔導」の異名を持つ大魔導師。代々聖龍王に剣術・魔術を教える師でもある。サイガに剣術を教えた剣の達人でもあるらしい。精神統一のために、よく将棋をさすらしい。
征嵐剣シオン（せいらんけんシオン）
第2弾NO.031シルバーカード
POWER/10
必殺技/紫雷一閃（しらいいっせん）
ライバル/魔将軍アスタロット
聖龍族の将軍。ライセンの弟子。オシャレ好きで色々な服を着てみたいようだがライセンに怒られそうで言い出せないらしい。剣術だけでなく、茶道の腕前も見事らしい。
大司祭ミコ婆（だいしさいミコばあ）
第2弾NO.032
POWER/3
必殺技/知恵文殊（ちえもんじゅ）
「聖龍木」を祀り護っている町の長老にして大司祭。ミヤビの祖母。その昔美人だったことは聖龍族の間では有名らしい。
聖龍院リュウセン（せいりゅういんリュウセン）
第4弾NO.089
POWER/5
必殺技/斉天伐刀（せいてんばっとう）
パートナー/聖龍族
先代聖龍王。竜王ファフニールとして洗脳されていて、洗脳が解かれた代償で能力が半減した。サイガの父。弓術を得意としていた彼がミヤビに「木霊の弓（こだまのゆみ）」を授けた。サイガは子供の頃彼のヒゲを抜いてひどく怒られたことがあったらしい。

#### 朧衆
聖龍族隠密部隊。頭領である絶影を筆頭に構成された忍者集団。
忍者マスター絶影（にんじゃマスターぜつえい）
第1弾NO.004
POWER/8
必殺技/疾風刃雷（しっぷうじんらい）
パートナー/聖龍王サイガ
聖龍族隠密部隊朧衆の頭領。その全貌は謎に包まれている。正体は王であるサイガだけが知っているらしい。獣牙族を凌ぐ身体能力を有す体術の達人らしい。
四代絶影クオン（よんだいぜつえいクオン）
第4弾NO.086シルバーカード
POWER/12
必殺技/六道輪廻（ろくどうりんね）
パートナー/光龍王サイガ
聖龍族隠密部隊朧衆頭領の四代絶影。忍者マスター絶影の正体。聖龍族と獣牙族の血を引き継いでいる奇異な出生の彼女は類い稀な身体能力を持つ。獣牙族のセツナと実の姉弟。キツネ型獣人の特徴の一つである九尾を持つ。その姿を見た者を生かして帰さないらしい。右眼に眼帯をしている。

群雲のザンゲツ（むらくものザンゲツ）
第3弾NO.060
POWER/7
必殺技/鬼焔万浄（きえんばんじょう）
パートナー/疾風のイザヨイ
聖龍族隠密部隊朧衆の上忍者。巨大な忍具を変幻自在に操る。何故か右の角が折れている。説教は半日以上続くらしい。
疾風のイザヨイ（しっぷうのイザヨイ）
第3弾NO.061
POWER/6
必殺技/花蝶風月（かちょうふうげつ）
聖龍族隠密部隊朧衆の中忍者。諜報面を任されていて、ザンゲツと共に任務を遂行する。ザンゲツの説教が始まると目を開けたまま眠れるらしい。性別は明かされていなかったが2013年に行われた人気投票で女性であることが判明した。

#### 守護獣
飛電（ひでん）
第1弾NO.007シルバーカード
POWER/8
必殺技/雷光弾（らいこうだん）
パートナー/聖龍王サイガ
聖龍王の守護獣。雷雲を呼んで大気を操る。しゃべる龍。モデルは青龍。

#### 召喚獣
ソルディアーク
第3弾NO.059ホログラムカード・レアカード
POWER/11
必殺技/鳳天呀撃（ほうてんがげき）
パートナー/桃華仙ミヤビ
ミヤビに召喚された最強モンスター。強大な魔力であるため現存できる時間が少ない。未だかつて敵に背中を見せたことがないらしい。

### 獣牙族
獣のような耳と尻尾をも持つ獣人達、獣牙族全体にいえることだがやたらとはだけた服装を好み、超人的な身体能力を誇る部族。何の動物の特徴をそなえているかは各人で全く違う（哺乳類に限定されている様ではある）。
プライドが高く、戦いを好み強い者を尊ぶ、人口が最も多い完全実力至上主義の部族。獣牙族の中には戦い方によって形態が変わる者がいるらしい。獣の姿をした生物群と共存し、白を基調としたヨーロッパ的文化の世界。部族のモチーフは白虎。ストーリー序盤では、高い軍事力を誇る鎧羅族と同盟を結ぶことで戦力を上げ、聖龍族と対立する。その後休戦し、打倒マステリオンのために協力体制を取る。
獣牙王エドガー（じゅうがおうエドガー）
第1弾NO.008ホログラムカード
第3弾NO.063ホログラムカード
第4弾NO.090ホログラムカード
POWER／10→12→14
必殺技／猛虎乱舞（もうこらんぶ）・百鬼夜吼（ひゃっきやこう）・央覇封神（おうはふうじん）
ライバル／聖龍王サイガ・獣王フェンリル・魔王マステリオン
獣牙族の王。サイガをも圧倒する大陸一の身体能力を誇る。神羅万象における主人公サイガのライバル。やたらとはだけた服装を好み（獣牙族全体にいえることだが）、黄金の鎧を纏っていてもその姿は、やはりはだけている。常に不敵に笑いテンションが高く大声でしゃべる。1日1回雄叫びをあげないと気が済まないらしい。トラ型の獣人。

#### 将軍
白面のセツナ（はくめんのセツナ）
第1弾NO.009シルバーカード
第4弾NO.091シルバーカード
POWER／9→12
必殺技／九印衝波（くいんしょうは）・九頭龍破（くずりゅうは）
ライバル／飛天王アレックス
パートナー／獣牙王エドガー
獣牙族の軍師。その巧みな戦術にはエドガーも信頼を寄せている知的なナイスガイ。聖龍族と獣牙族の血を引き継いでいる奇異な出生の彼は類い稀な身体能力を持つ。聖龍族のクオンとは実の姉弟。最近コンタクトレンズにしようか本気で考えているらしい。チェスが得意でその腕前はかなりのものらしい。神羅万象における数少ないメガネキャラのひとり。キツネ型の獣人で、九尾を持つ。
獣将オルティガ（じゅうしょうオルティガ）
第1弾NO.010
POWER/8
必殺技/獅子奮靭（ししふんじん）
ライバル/破岩拳テッシン
獣牙族の将軍。「荒野の白獅子」という異名を持つ。毎日筋力トレーニングを欠かさないらしい。ライオン型の獣人。
百獣将オルティガ（ひゃくじゅうしょうオルティガ）
第2弾NO.035シルバーカード
POWER/9
必殺技/弾打断（だんだだん）
ライバル/破岩拳テッシン
聖龍族との戦いで、百獣の将軍にパワーアップした。武器は獣牙院バルバトスから譲り受けた「金剛戦斧」。彼の鎧は鎧羅族と同盟を結んだ際に友好の証として贈られた物らしい。いかつい外見のわりに手先が器用で、戦いで破れたズボンは自分で修繕するらしい。

猛将コランダム（もうしょうコランダム）
第2弾NO.036シルバーカード
POWER/9
必殺技/一網打刃（いちもうだじん）
ライバル/忍者マスター絶影
獣牙族の将軍。エドガーとは旧知の仲でケンカ友達。オオカミ型の獣人。場所を選ばず爆睡できるらしい。秘伝の巻物「天狼極意書」を所持している。
烈将ベリル（れっしょうベリル）
第3弾NO.064
POWER/8
必殺技/喧拳剛強（けんけんごうごう）
パートナー/猛将コランダム
獣牙族の将軍で元盗賊。セツナにその実力を買われ将軍となるが、自分勝手でわがままな性格。昔コランダムの持つ秘伝「天狼極意書」を盗もうとして失敗したが、将軍になった今でも極意書をあきらめていないらしい。薄衣に猫耳で高い人気を誇る女性キャラ。ネコ型の獣人。
第3弾NO.065シルバーカード・アナザーカード
POWER/8
必殺技/風輪火斬（ふうりんかざん）
パートナー/白面のセツナ
飛天族のスパイだった獣牙族の将軍。暗黒騎士シェイドの正体。黒く爪のある翼を持つ獣牙族コウモリ型獣人。草笛が得意で、よくクラウディアたちに聴かせていたらしい。
神羅万象チョコで最初に登場したアナザーカード。バックが赤で服装の配色も違っている方がアナザーカードだが、封入率は同じなため価値はほとんど変わらない。飛天族でのスパイ活動時の姿がアナザーカードである。
後に飛天族のクラウディアと種族の壁を越え結ばれることになる。
勇将ゲイル（ゆうしょうゲイル）
第4弾NO.092シルバーカード
POWER/8
必殺技/鎌威太刀（かまいたち）
ライバル/皇魔族
獣牙族最年少の将軍。スピードは獣牙族の中でもトップクラス。子供扱いされるのが嫌いだが実は甘えん坊らしい。

#### その他
ナタージャ
第1弾NO.011
POWER/5
必殺技/ソニックスパイラル
ライバル/飛剣士パドル
獣牙族の猛獣使い。モンスターコレクター。最近は可愛いモンスターが好きらしい。魅惑の香りで猛獣をおびき寄せるらしい。手懐けたモンスターの餌代が大変らしい。兎耳と褐色の肌の持ち主。ウサギ型の獣人。
騎兵ジャッカス（きへいジャッカス）
第2弾NO.037
POWER/7
必殺技/鬼馬乱槍（きばらんそう）
ライバル/聖龍族
西域に住む山岳の馬賊。獣牙族の騎馬兵として護衛も務める野生児でもある。ハチマキは付け始めてから一度も洗ったことがないらしい。
鍛冶屋のガンテツ（かじやのガンテツ）
第2弾NO.038
POWER/3
必殺技/頑固一鉄（がんこいってつ）
獣牙族サル型獣人の鍛冶職人。獣牙族特有の武器をこしらえる。仕事中に一時間で2リットルの水分を失うらしい。自分の作った武器に納得がいかないと壊してしまうらしい。後に鎧羅族のゼペルと組んで「GZカンパニー」を立ち上げる。獣牙族は鍛冶、製鉄業が盛んで職人も多いらしい。サル型の獣人。
獣牙院バルバトス（じゅうがいんバルバトス）
第4弾NO.094
POWER/5
必殺技/白虎乱舞（びゃっこらんぶ）
パートナー/獣牙族
先代獣牙王。獣王フェンリルとして洗脳されていて、洗脳が解かれた代償で能力が半減した。エドガーの父。オルティガに彼が愛用していた獣牙族の伝統の武器「金剛戦斧（こんごうせんぶ）」を譲った。食事をする際にあごひげに食べ物がつかないようにとても気を遣っているらしい。

#### 守護獣
ゼクシード
第1弾NO.014
POWER/8
必殺技/鉄斬爪（てつざんそう）
パートナー/獣牙王エドガー
獣牙王の守護獣。鋭い爪や牙を使ってスピード攻撃を得意とする。その牙は鋼鉄をも噛み砕いてしまうらしい。しゃべる虎。モデルは白虎。

### 飛天族
翼を持ち、飛行が可能な部族。翼の数が多いほど強い魔力を持つ。血統を重んじ、貴族主義が強い。広大な高地で鳥類と共存し、芸術性が高い優美で美しい西洋文化の世界。部族のモチーフは朱雀。ストーリー序盤では、早期終戦のため聖龍族と同盟を結び、鎧羅族と対立するが、その後休戦し、マステリオン打倒のために協力体制を取る。

#### 王族
飛天王アレックス（ひてんおうアレックス）
第1弾NO.015ホログラムカード
第3弾NO.069ホログラムカード
第4弾NO.095ホログラムカード
POWER/10→11→13
必殺技/フレイム・ストリーム・バーニングブレード・央覇封神（おうはふうじん）
ライバル/白面のセツナ・鳳王フルスベルグ・魔王マステリオン
飛天族の王。天才的な頭脳を誇る名軍師でもある。背中に赤い四枚の翼を持つ。武器は飛天院メルキオールから譲り受けた秘剣「炎帝の剣」。早期終戦のため、聖龍族と同盟を結ぶ。よく女の子に間違われることが悩みらしい。
眠り姫アルマ（ねむりひめアルマ）
第1弾NO.016シルバーカード
POWER/1
パートナー/飛天王アレックス
アレックスの妹。伝説の六枚翼を持ち部族一の魔力を誇るのだが、秘めた力のあまりの膨大さ故心身をコントロールできない。胸に大きなペンギンの人形を抱えている（ペンギンのモデルとなった原生モンスターは第二章で登場するボボーロ）。美しい歌声の持ち主とのこと。
聖姫アルマ（セントプリンセスアルマ）
第4弾NO.096シルバーカード
POWER/10
必殺技/ホーリーライト・レクイエム
パートナー/聖火鳥ポロン
眠り姫アルマが覚醒。飛天族一の魔力を誇る。

飛天院メルキオール（ひてんいんメルキオール）
第4弾NO.099
POWER/5
必殺技/コロナ・ストーム
パートナー/飛天族
先代飛天王。鳳王フルスベルグとして洗脳されていて、洗脳が解かれた代償で能力が半減した。アレックスとアルマの父。アレックスに代々飛天族に伝わる秘剣「炎帝の剣」を譲った。若い女性たちの間で密かな人気があるらしい。

#### 騎士
神聖騎士ナルサス（ルーンナイトナルサス）
第2弾NO.041シルバーカード
POWER/9
必殺技/アルトスタッカート
ライバル/剣角星アキレス
飛天族の将軍。優美端麗・博学多才、だがナルシストなのが玉にキズ。先代飛天王の頃から将軍を務める彼は見た目は若く見えるが、かなりの年齢らしい。暇さえあれば鏡をみているらしい。
紅蓮騎士ラモン（クリムゾンナイトラモン）
第3弾NO.071シルバーカード
POWER/9
必殺技/アルティメットフレア
ライバル/裂空星ボレアス
飛天族の将軍。炎熱系の魔法に秀でた魔法騎士で、世話好きでおせっかいな性格。シェイドがスパイ潜入していた時の唯一気の許せる友人だったらしい。髪の編み方にはこだわりがあるらしい。
暗黒騎士シェイド（ダークナイトシェイド）
第2弾NO.042シルバーカード
POWER/8
必殺技/臨鬼応変（りんきおうへん）
飛天族親衛部隊の剣士。黒い珍しい翼を持つ。その正体は獣牙族のコウモリ型獣人漆黒のシェイド。スパイとして飛天族に成りすますが、スパイとしての能力は微妙だったようである。ナルサスとは犬猿の仲らしい。

#### その他
執事長シープ（しつじちょうシープ）
第1弾NO.017
POWER/5
必殺技/奥義・転ばぬ先の剣（おうぎ・ころばぬさきのけん）
ライバル/甲角星アトラス
アレックスを支える執事長。元は剣術の師匠だった。大の紅茶好きで、ティータイムはマメにとるらしい。
剣聖シープ（けんせいシープ）
第3弾NO.070シルバーカード
POWER/10
必殺技/マーヴェラス・スラッシュ
ライバル/甲角星アトラス
再び剣を取った執事長シープの真の姿。最高位の剣士である称号「剣聖」を持つ老紳士である。第3弾で再登場。彼の剣術は先代飛天王メルキオールにも引けを取らなかったらしい。紫色の翼を持つ。

アンディル
第3弾NO.072
POWER/7
必殺技/テンペストーソ
パートナー/剣聖シープ
飛天族の王家護衛官。シープ直属の部下で、アレックスの外出中はアルマの護衛をしているメガネを掛けている女性。厳格な性格で、飛天族の内部情報に詳しい。寝る前にピカピカに眼鏡を磨いているらしい。
飛剣士パドル（ひけんしパドル）
第1弾NO.018
POWER/7
必殺技/スカイ・ワルツ
ライバル/ナタージャ
アレックスの幼馴染。太った身体からは想像もできない俊敏さを持つ。実はベジタリアンらしい。一人称は「オラ」。
クラウディア
第2弾NO.043
POWER/4
必殺技/ノゼルメンテ
パートナー/レッカ
容姿端麗な貴族令嬢。美しい少女だが、戦いの腕も立つ。シェイドに想いを寄せている。料理が趣味で、レッカが味見担当らしい。
後に獣牙族の漆黒のシェイドと種族の壁を越えて結ばれることになる。

#### 守護獣
ヴァンファレス
第1弾NO.021シルバーカード
POWER/8
必殺技/ビッグバン・トルネード
飛天王の守護獣。巨大な翼で空を舞い上空を支配する。必殺技「ビッグバン・トルネード」は巨大な翼で大気中に大竜巻を発生させる究極技らしい。しゃべる鳥。モデルは朱雀。

### 鎧羅族
頑強な身体を持つ耐久力・回復力に優れた長寿の部族。プライドが高く、探究心も強い。武装団体を有す完全武家社会。
昆虫・爬虫類や魚類などと共存し、高い科学技術を持ち機械工学に優れた文化の世界。部族のモチーフは玄武。イメージカラーは緑。ストーリー序盤では、戦いに誇りを持つ獣牙族と互いに共鳴し同盟を結び、飛天族と対立する。その後休戦し、打倒マステリオンのために協力体制を取る。
星の名前を持った者が多い。玄武に限らず四神は天球を神格化したものであるが、玄武が担当する北の空には、北極星や北斗七星などの有名な星が多いためか。

#### 王族
鎧羅王ポラリス（がいらおうポラリス）
第1弾NO.022ホログラムカード
第2弾NO.048ホログラムカード
第4弾NO.100ホログラムカード
POWER/10→11→13
必殺技/グランド・ウェーブ・グランド・ドライブ・央覇封神（おうはふうじん）
ライバル/桃華仙ミヤビ・蛇王ニーズホッグ・魔王マステリオン
鎧羅族の王。双子の兄シリウスに代わり鎧羅族を導く。兄シリウスの身勝手な行動が許せないらしい。武器は先代鎧羅王・鎧羅院クロノスから譲り受けた「双頭大蛇」。
輝煌星シリウス（きこうせいシリウス）
第1弾NO.023シルバーカード
POWER/11
必殺技/フリーダム・エナジー
ライバル/皇帝マステリオン
ポラリスの双子の兄。本来ならば鎧羅族の王となるべき男ではあるが、戦乱の真相を探るため戦線を離脱した。影でポラリスを見守っている。武器は鎧羅院クロノスから譲り受けた「玄武の盾」。
輝煌王シリウス（きこうおうシリウス）
第2弾NO.047シルバーカード
POWER/14
必殺技/ゾディアックブレイカー
ライバル/皇帝マステリオン
自ら「輝煌王」と名乗り、戦乱の真相を中央王国にあると悟り単身で乗り込む。前皇帝の失踪がマステリオンの策略であると突き止め、各部族のそれぞれの疑惑を晴らした。打倒マステリオンに燃えるが、敵わずに敗れる。影の功労者であり、第2章・第3章での扱いは「5人目の部族王」的なものであるのだが、第4弾まで行動の詳細が不明。

鎧羅院クロノス（がいらいんクロノス）
第4弾NO.104
POWER/5
必殺技/タイダル・ウェーブ
パートナー/鎧羅族
先代鎧羅王。蛇王ニーズホッグとして洗脳されていて、洗脳が解かれた代償で能力が半減した。ポラリスとシリウスの父。シリウスに「玄武の盾」を、ポラリスに「双頭大蛇」を譲った。

#### 北斗七星
鎧羅族最高戦力。全身鎧で武装された最強軍団で、7つの星からなる北斗七星にちなんで7人のリーダーからなる。鎧で身を固めた「正規騎士団」と、異質な集団「特殊戦士団」に大きく分かれる。
甲角星アトラス（こうかくせいアトラス）
第1弾NO.024シルバーカード
POWER/9
必殺技/スターランサー
ライバル/執事長シープ
北斗七星第1星団将軍にしてリーダー。卓越した戦術眼を持ち、鎧羅王を守る。鎧のモデルは昆虫のカブトムシ。身につけている総重量は300kgを越えるらしい。
剣角星アキレス（けんかくせいアキレス）
第2弾NO.049シルバーカード
POWER/9
必殺技/クロスセイバー
ライバル/神聖騎士ナルサス
北斗七星第2星団将軍。両手に剣を持つ超攻撃型の星団のリーダー。角が引っかかるのを恐れて、狭いところが苦手らしい。鎧のモデルは昆虫のクワガタムシ。
裂空星ボレアス（れっくうせいボレアス）
第3弾NO.075シルバーカード
POWER/8
必殺技/フライングスティンガー
ライバル/紅蓮騎士ラモン
北斗七星第3星団将軍。空を切り裂くような素早さを誇る機動型の星団のリーダー。普段は口が悪く、短気な性格だが世話好きで親分気質の善いリーダーらしい。鎧のモデルは昆虫の蜂。
海迅星カイトス（かいじんせいカイトス）
第3弾№.076シルバーカード
POWER/8
必殺技/スクリュー・ブレイカー
ライバル/皇魔族
北斗七星第4星団将軍。水中戦を得意とし波や水流を操る星団のリーダー。鎧のモデルは水棲動物のシャチ。魚料理を絶対に食べないらしい。
巨重星ピグマリオン（きょじゅうせいピグマリオン）
第4弾NO.101シルバーカード
POWER/9
必殺技/ダンス・マカブル
パートナー/月照星ディアナ
北斗七星第5星団将軍。「ドールマスター」の異名を持つ、人形やロボットを操る星団のリーダー。彼女自身が作った専用ロボット「ガラティア」は他者には操作できないらしい。ディアナとは双子の姉妹。
月照星ディアナ（げっしょうせいディアナ）
第4弾NO.102シルバーカード
POWER/8
必殺技/プラズマ・ストライク
パートナー/巨重星ピグマリオン
北斗七星第6星団将軍。「ガンマスター」の異名を持ち、重火器を扱う星団のリーダー。ピグマリオンとは双子の姉妹。鎧羅族の第六星団に存在する銃火器は、大半が彼女が作ったものらしい。
天魁星マルス（てんかいせいマルス）
第3弾NO.077シルバーカード・エラーカード
POWER/10
必殺技/ギャラクシアン・テンペスト
ライバル/魔将軍アリオク
北斗七星特殊武具団第7星団将軍。「ウェポンマスター」の異名を持ち、巨大な武器を繰る。北斗七星の裏のリーダーと言われ実質的に第5〜第7星団をまとめているらしい。武器コレクターでもあり、最近は聖龍族のザンゲツの武器を狙っているらしい。コレクションした武器をランク別に分けているらしい。一人称は「ワシ」。
エラーカードが存在する。
操りギーファ（あやつりギーファ）
第2弾NO.050
必殺技/シザースドール
パートナー/銃使いバレット
北斗七星第5星団所属の戦闘員。人形遣い。バレットとは星団養成所時代の同期らしい。人形と一緒でないと眠れないらしい。
銃使いバレット（じゅうつかいバレット）
第2弾NO.051
POWER/5
必殺技/バレットリボルバー
パートナー/操りギーファ
北斗七星第6星団所属の戦闘員。ガンマン。ギーファとは星団養成所時代の同期らしい。世界中のあらゆる銃を収集することが夢らしい。
アイアス
第3弾NO.078
POWER/7
必殺技/ブロークンスター
パートナー/甲角星アトラス
北斗七星第1星団所属の戦闘員。戦闘のエリートで、知的かつプライドが高い。鎧のモデルはカブトムシ。
ネストル
第3弾NO.079
POWER/6
必殺技/ダブルスライサー
パートナー/剣角星アキレス
北斗七星第2星団所属の戦闘員。真面目な性格で普段は大人しいのだが、戦闘になると理性を失ってしまう。鎧のモデルはクワガタムシ。

#### 機獣・機兵
クリップ
第1弾NO.026
POWER/2
必殺技/ドリルパンチ
パートナー/ゼペル
ゼペルの助手の機獣ロボット。護衛兵になるため、日々特訓をしている。巨兵士オリオンに憧れている。最高級オイルを使うとご機嫌アップするらしい。
巨兵士オリオン（きょへいしオリオン）
第1弾NO.028シルバーカード
POWER/8
必殺技/ガトリング・アーム
パートナー/鎧羅王ポラリス
機能停止していた古代遺跡深部で発見された巨大ロボット。ゼペルの手によって修復され、鎧羅王を護衛するために再起動した。位置的には鎧羅王の守護獣。
ガルムス
第2弾NO.052
POWER/4
必殺技/ヒートテイル
ゼペルによって門番として開発・量産された護衛獣型機兵ロボット。動力源は主にオイルと太陽電池で、環境に優しいらしい。
ボフォースZ-3
第3弾NO.080
POWER/5
必殺技/ゼペル式90mm砲弾（ゼペルしき90ミリほうだん）
ゼペルが開発した戦闘用ロボット機兵。空からの外敵を迎え撃つ対空砲を肩に搭載する。排気ガスは環境を考えた「無公害排気ガス」らしい。Z-3の「Z」はゼペルの「Z」で、機体の3箇所に「Z」のマークがあるらしい。

#### その他
ゼペル
第1弾NO.025
POWER/3
パートナー/クリップ
メカ技師。頑固だが腕は一流で、ロボットの修復を任されている。彼の造ったメカにはゼペルのサインがどこかに必ず入っているらしい。「ゼペルに造れないものは無し！」メカ技師仲間の中でもカリスマ的存在らしい。
戦乱後、獣牙族のガンテツと組んで「GZカンパニー」を設立する。

### 精霊
コノハ
第1弾NO.005
POWER/4
必殺技/癒しのそよ風（いやしのそよかぜ）
パートナー/桃華仙ミヤビ
東域の聖龍族領域に古代より伝わる「聖龍木」の精霊。ミヤビに永久召喚される。サイズは「神羅万象チョコ」二個分らしい。
クリス
第3弾NO.066
POWER/5
必殺技/リフレクト・クラスター
西域の獣牙族地域の鉱山地帯の鉱石を司る精霊。知識が豊富で物知りだが、滅多に人前に姿を現さない。モンスター・コレクターのナタージャを毛嫌いしている。作り出すクリスタルは高値で取引されているらしい。
ポロン
第1弾NO.019
POWER/4
必殺技/癒しの灯火（いやしのともしび）
南域の飛天族領域に伝わる聖火鳥のヒナである精霊。アルマに懐いている。バンダナは燃えない素材でできているらしい。
聖火鳥ポロン（せいかちょうポロン）
第4弾NO.097シルバーカード
POWER/10
必殺技/治術癒合（ちじゅつゆごう）
パートナー/聖姫アルマ
伝説の聖火鳥である火を司る精霊の王。アルマの覚醒に伴い急激に成長を遂げた。進化を遂げて身体が大きくなってしまったため、アルマに抱っこしてもらえなくなってちょっと悲しいらしい。

レッカ
第2弾NO.044
POWER/5
必殺技/烈火拳（れっかけん）
パートナー/クラウディア
南域の飛天族領域の火山地帯に生息する精霊。好戦的な性格のお調子者。クラウディアはレッカの無邪気な性格が心配で、いつも行動を共にしているらしい。
アクシー
第4弾NO.103
POWER/4
必殺技/浄化の雫（じょうかのしずく）
北域の鎧羅族領地の精霊。人魚に変身できる。魚たちと会話ができるらしい。

### 原生モンスター
ガッシャ
第1弾NO.006
POWER/2
必殺技/カミカミクラッシュ
東域の聖龍族領域に生息する植物のモンスター。奇声をあげて近付いてくる奇妙な植物。だがまっすぐには進めないらしい。必殺技で連続攻撃すると唇を噛んでしまうことがあるらしい。
ギャンピー
第2弾NO.033
必殺技/蒼炎弾（そうえんだん）
パートナー/桃華仙ミヤビ
東域の聖龍族領域に生息するモンスター。伝説の秘宝「聖龍石」を胸に持っている。飛電に強い憧れを抱いているらしい。
マッシュル
第2弾NO.034
POWER/2
必殺技/シャンピニオンメイド
東域の聖龍族領域に生息するモンスター。キノコ。マッシェルの胞子を吸い込んでしまうと楽しくなって踊りだしてしまうらしい。
コイナス
第3弾NO.062
POWER/2
必殺技/呪縛の絶叫（じゅばくのぜっきょう）
東域の聖龍族領域の山中に生息するモンスター。抜くと勝手に走り出し、特殊な魔力を持ちヘタを煎じると薬になるらしい。聖龍族には「コイナスが全力疾走する姿を見た日はいいことがあるらしいゾ！」と伝わっているらしい。引き抜かれる前は白いらしい。
キュユラ
第4弾NO.088
POWER/3
必殺技/プチフレア
東域の聖龍族領域に生息するモンスター。龍。美しく透き通るような羽は光を浴びると7色に変化するらしい。
ラード
第1弾NO.012
POWER/4
必殺技/オイルパニック
西域の獣牙族領域に生息するモンスター。西域の町を荒らす油が大好物な豚。意外と綺麗好きらしい。その鼻は遠く離れた好物の匂いをかぎつけるらしい。
ドロール
第1弾NO.013
POWER/3
必殺技/ドロリンアタック
西域の獣牙族領域の湿地帯に生息するモンスター。並外れた怪力の持ち主。その実体はタイラントゴーレムの身体の中を流れる液体金属が泥と混ざって誕生した。ドロリンアタックをくらうと服がドロドロになって気分がへこむらしい。
コロリン
第2弾NO.039
POWER/2
必殺技/テールコロミン
パートナー/ナタージャ
西域の獣牙族領域の森に生息するモンスター。二本の尻尾を使って変身が可能な狐。クルミにミルクをかけて食べるのが大好きらしい。
バンチャック
第2弾NO.040
POWER/3
必殺技/ダンシング・リサイタル
西域の獣牙族領域の山岳に生息するモンスター。不思議な躍りで眠りを誘う猫。マタタビで酔ってしまうらしい。
オプティクス
第3弾NO.067
POWER/6
必殺技/プリズム・リフレクション
西域の獣牙族領域の鉱山地帯に生息するモンスター。全身がクリスタルで構成されている謎の生命体である。グリズビーに齧られそうになったことがあるらしい。
グリズビー
第3弾NO.068
POWER/3
必殺技/カル・カム・トゥース
西域の獣牙族領域の山岳に生息するモンスター。宝石を齧って食べてしまう程の堅い歯を持つ。虫歯にならないらしい。
ナマケン
第4弾NO.093
POWER/3
必殺技/ウキウキ・ウォッチング
西域の獣牙族領域に生息するモンスター。最長2年間眠り続けたことがあるらしい。獣のナマケモノがモデル。
ヒラーリン
第1弾NO.020
POWER/3
必殺技/空中殺法大翼の舞（くうちゅうさっぽうだいよくのまい）
南域の飛天族領域に生息する女性型モンスター。両翼で魔風を起こす。日中に姿を見た者はいないらしい。
バハメキア
第2弾NO.045
POWER/7
必殺技/ノーブル・スパーク
南域の飛天族領域の火山地帯近郊の主。全身から高熱を発しているため、近寄ることは至難の業である。
フェザード
第2弾NO.046
POWER/3
必殺技/翔の一撃（かけりのいちげき）
南域の飛天族領域の森に生息するモンスター。その尖ったクチバシには毒があり、突かれた者を錯乱させる。嘴は鋭く硬いため、剣などの刀身にも使われるらしい。
ガルータ
第3弾NO.073
POWER/6
必殺技/ウイングダート
南域の飛天族領域の高山に生息するモンスター。岩石を掴み、砕く程の力の大きな足を持つ。その羽は、幸運を呼ぶ御守りとして、昔から使われているらしい。
ルクック
第3弾NO.074
POWER/3
必殺技/モノマネ輪唱（モノマネりんしょう）
南域の飛天族領域に生息するモンスター。声真似で森に入った者を惑わし迷いの森へと導く。おしゃべり好きで他人の噂話が大好きらしい。人を惑わせ森に導くが、自分もときどき森の中で迷子になるらしい。
ブレイボ
第4弾NO.098
POWER/4
必殺技/サルターレ・アサルト
南域の飛天族領域に生息する鳥のモンスター。全速力で走ると曲がりきれずに木に突き刺さってしまうことがあるらしい。
スウィーム
第1弾NO.027
POWER/2
必殺技/クロールチャージ
北域の鎧羅族領域の海に生息するモンスター。陸の上では二足歩行で駆け抜けてゆくらしく、走り出したら止まらない。陸上で100mを5.7秒で駆け抜けるらしい。

### 皇魔族
中央王国を拠点とし、異空間を通り異世界（魔界）からやってきた魔物から結成された部族。地上四種族全ての特徴を持つ、青白い肌に黒い目の魔物も存在する。
皇帝マステリオン（こうていマステリオン）
第1弾SPホログラムカード
必殺技/ダーク・ブラスター
前皇帝黄龍帝フガクを殺害し、自ら皇帝となり国を分裂させた首謀者。その正体は謎に包まれている。国交を閉鎖し、部族間の情報が断たれた状態で、各部族を混乱に陥れ、抗争を企てるような偽情報を流す
魔王マステリオン（まおうマステリオン）
第4弾SPホログラムカード
POWER/20
必殺技/カオシック・ブラスター
ライバル/光龍王サイガ
無尽蔵の魔力を持つ完全なるパワーを取り戻し、皇魔族を結成し異世界（魔界）からやってきた最強の魔王。世界征服を狙う。「光の触手（ライトテンタクルス）」は戦闘に応じて長さや大きさ、熱量などを自由自在に変えることができるらしい。その正体を暴き倒そうとしたシリウスを返り討ちにし、先代四部族王を洗脳し皇魔族四天王とした。4部族王たちによって倒された後も、その邪悪な魂は消滅せず存在し続け、その魂はサイガによって聖龍石に封じ込められた。
第二章では魂が封じられた聖龍石を巡って、再び争いの火蓋が切られる。

#### 魔将軍
魔将軍ベリアール（ましょうぐんベリアール）
第2弾NO.053シルバーカード
POWER/10
必殺技/黒至夢奏（こくしむそう）
ライバル/大魔導ライセン
皇魔族の将軍。地上4部族全ての特徴を持つ上級皇魔族。卑怯な行為が大嫌いらしい。面白いことがあっても部下の前では笑いを必死に堪えているらしい。
魔将軍アスタロット（ましょうぐんアスタロット）
第2弾NO.054シルバーカード
POWER/9
必殺技/月禍氷刃（げっかひょうじん）
ライバル/征嵐剣シオン
皇魔族の将軍。魔界生物を束ね、大群の魔物を率いて各地に攻め入る上級皇魔族。
魔将軍アリオク（ましょうぐんアリオク）
第3弾NO.081シルバーカード
POWER/9
必殺技/獄落往生（ごくらくおうじょう）
ライバル/天魁星マルス
皇魔族の将軍。凄まじい怪力を誇り、風貌に似つかわしくない知能も兼ね備える上級皇魔族。

#### その他
ボーンマスター
第2弾NO.055
POWER/7
必殺技/デスペラートラプソディ
パートナー/魔将軍ベリアール
マステリオンの影の使者でもある、桁外れの魔力と深遠な知識を持つ中級皇魔族。マステリオンの指令を受け、各部族王が疑惑を抱くような偽情報を流したらしい。
タイラントゴーレム
第4弾NO.105シルバーカード
POWER/14
必殺技/ギガトンプレッシャー
パートナー/ボーンマスター
時を越えボーンマスターが復活させた、古より伝わる伝説の巨人兵ゴーレム。身長は12mに達するらしい。
ソードギル
第4弾NO.106シルバーカード
POWER/9
必殺技/ブラッディウェポン
上級皇魔族の皇宮騎士。邪悪な意思を持った武器の集合体で、中央王国内部を浮遊し彷徨う。自らの身体を分離、合体することで数多くの攻撃パターンを持っているらしい。
ギュウキ
第2弾NO.056
POWER/5
必殺技/マッド・ジャム
下級皇魔族のデーモン。下級だが地上のモンスターとは比較にならないほどの力を持つ。滅茶苦茶視力が良くて3Km先まで見渡せるらしい。
アナンシ
第3弾NO.082
POWER/6
必殺技/マインド・スパイダー
パートナー/ボーンマスター
ボーンマスターと共に策を企て世界を混迷に陥れた使者の一人で、豊富な知識を持つ中級皇魔族。記憶力が抜群らしい。
ツキミスキー
第3弾NO.083
POWER/5
必殺技/魔ドールイリュージョン
ライバル/操りギーファ
下級皇魔族の道化師。「魔ドール」を使い人形劇を演じながら攻撃する。ヒマンドゥとは血を分けた実の兄弟らしいが、全然似ていない。人形劇に夢中になると手が汗でベトベトになるらしい。人形劇を演じるために何通りもの声を出せるらしい。
ヒマンドゥ
第3弾NO.084
POWER/4
必殺技/闘麗美闇（とれびあん）
パートナー/ツキミスキー
下級皇魔族の調理師。敵を食材として調理する「魔のレシピ」に加えてしまう。コイナスを材料に究極の料理を皇帝に献上したらしい。100年間使い続けている秘伝のタレがあるらしい。料理教室は皇魔族の間で大人気らしい。
ヘルギブン
第4弾NO.111
POWER/6
必殺技/ヘル・パフォーマンス
パートナー/魔将軍ベリアール
手足に装備する蛇腹状の鋼鉄アーマーを変幻自在に操る屈強な戦士である中級皇魔族のゾンビ。
ボンバット
第4弾NO.112
POWER/4
必殺技/ボンバ・ヘッド
パートナー/魔将軍アスタロット
下級皇魔族のデーモン。俊敏な動きで群れとなり襲ってくる。寝るときも絶対に帽子をとらないらしい。

#### 皇魔獣
中央王国の門番である魔獣。
皇魔獣ティアマント
第4弾NO.107
POWER/8
必殺技/ヘルブレス
ライバル/聖龍族
中央王国の東門を護る巨大な龍の門番。2つの頭で冷気と炎を使い分ける。攻撃と防御の瞬時の判断能力に優れた万能型の皇魔獣らしい。
皇魔獣ガージス
第4弾NO.108
POWER/8
必殺技/ダークバイト
ライバル/獣牙族
中央王国の西門を護る獅子の門番。目の前に立つ者全てに鋭い牙を剥いて襲い掛かる。いくら食べても常にハングリー状態らしい。
皇魔獣シムルグ
第4弾NO.109
POWER/8
ライバル/飛天族
必殺技/マッドクロー
中央王国の南門を護る鳥の門番。空から先の尖った嘴・角・爪・尾で攻撃を仕掛ける。どんな悪条件でも敵を視認することができ、その監視能力は皇魔獣No．1らしい。
皇魔獣ベリドラ
第4弾NO.110
POWER/8
ライバル/鎧羅族
必殺技/デスベノム
中央王国の北門を護る蛇の門番。長い身体をうねらせながら攻撃を仕掛ける。体は強固な印象だがその動きはとてもしなやからしい。

#### 皇魔族四天王
マステリオンの命により中央王国の東西南北の門を護る、黄金の鎧を纏った四人の強力な皇魔族で構成された四天王。サイガら四部族王打倒のため、それぞれを迎え撃つ。その実体は皇帝マステリオンによって洗脳された先代四部族王であった。
竜王ファフニール（りゅうおうファフニール）
第2弾SPホログラムカード
POWER/12
必殺技/ルドラ・サイクロン
ライバル/聖龍王サイガ
中央王国の東門を護る皇魔族四天王の一人。竜翼で飛翔する魔導戦士。聖龍王サイガとの死闘の結果、破れる。その正体は先代聖龍王、聖龍院リュウセン。モデルは聖龍族のシンボルである青龍から竜。
第2弾のレアカード。
蛇王ニーズホッグ（じゃおうニーズホッグ）
第2弾SPホログラムカード
POWER/12
必殺技/メイルシュトローム
ライバル/鎧羅王ポラリス
中央王国の北門を護る皇魔族四天王の一人。巨大な2本の剣で戦うパワーファイター。鎧羅王ポラリスとの戦いで輝煌王シリウスの手助けもあって、敗れる。その正体は先代鎧羅王、鎧羅院クロノス。モデルは鎧羅族のシンボルである玄武から蛇。
第2弾のレアカード。
獣王フェンリル（じゅうおうフェンリル）
第3弾SPホログラムカード
POWER/12
必殺技/ギルティ・ブラスト
ライバル/獣牙王エドガー
中央王国の西門を護る皇魔族四天王の一人。驚異的な俊敏さとパワーを併せ持つ戦士。獣牙王エドガーとの死闘の結果、敗れる。その正体は先代獣牙王、獣牙院バルバトス。モデルは獣牙族のシンボルである白虎から虎。
第3弾のレアカード。
鳳王フルスベルグ（ほうおうフルスベルグ）
第3弾SPホログラムカード
POWER/12
必殺技/メギド・フレイム
ライバル/飛天王アレックス
中央王国の南門を護る皇魔族四天王の一人。空中での剣技と魔法に秀でている魔法騎士。飛天王アレックスとの死闘の結果、敗れる。その正体は先代飛天王、飛天院メルキオール。モデルは飛天族のシンボルである朱雀から鷹。
第3弾のレアカード。